# Juli Zeh
Juli Zeh (Julia Barbara Finck; Bonn, 1974. június 30.) német író, ügyvéd, Brandenburg Állam Alkotmánybíróságának tiszteletbeli bírája.

## Élete
Zeh apja a német Bundestag korábbi igazgatója, Wolfgang Zeh. A bonni Otto Kühne Iskolába járt, és ott érettségizett. Ezután jogot tanult nemzetközi jogra fókuszálva a Passaui Egyetemen, a krakkói Jagelló Egyetemen, a New York Egyetemen és a Lipcsei Egyetemen. 1998-ban Szászországban letette az első államvizsgát évfolyama legjobbjaként. Az ENSZ-nél (UNO) New Yorkban eltöltött gyakorlat után jogi posztgraduális képzést végzett az „Európai integráció joga” címen, amelyet Magistra der Rechts (LL.M. Eur.) címmel végzett. Zeh 1996-ban kezdett tanulni a lipcsei Német Irodalmi Intézetben, mielőtt befejezte jogi tanulmányai, majd 2000-ben diplomát szerzett.
Zeh 2010-ben doktorált a saarbrückeni Saarland Egyetemen Dr. iur. PhD. Disszertációja az ENSZ átmeneti igazgatási szerveinek jogalkotási tevékenységével foglalkozik. Ezért a Hamburgi Körber Alapítvány German Study Díjjal tüntette ki. Tagja a PEN-Zentrum Deutschlandnak és a hamburgi Szabad Művészeti Akadémiának.
Zeh 2007 óta él Barnewitz faluban, a brandenburgi Havelland tartományban; korábban Lipcsében élt sok éven át. Házastársa David Finck, két gyermeke van. Juli Zeh lovagol, és intenzíven foglalkozik a ló és az emberek kapcsolatával Gebrauchsanweisung für Pferde (Használati utasítás lovaknak) és Socke und Sophie című könyveiben.
Irodalmi munkássága mellett újságíró is. Többek között esszéket ír a Die Zeit és a FAZ számára. 2014 májusától októberig írta (rendszeres háromhetes váltakozásban Jakob Augsteinnal és Jan Fleischhauerrel) a Die Klassensprecherin im Spiegel rovatot. Irodalmi podcastot moderál Gabor Steingart Pioneer AG-jának.
Juli Zeh-t 2018. december 12-én a Brandenburgi Állami Parlament az SPD parlamenti csoportjának javaslatára a Brandenburgi Állami Alkotmánybíróság tiszteletbeli bírójává választotta, és 2019. január 30-án a Brandenburgi Állami Parlamentben letette az esküt.

## Irodalmi munka
Juli Zeh debütáló regénye, az Adler und Engel (2001) – 35 nyelvre lefordítva – nemzetközileg is aktív jogászok és a drogmaffia közegében játszódik. A szerző életrajza szerint a regény jogi tartalommal bír: a nemzetközi joggal foglalkozik és így egy "egy nagyon különleges jogi formát, amelynek tulajdonképpen csak a fele érdemli meg a jog karakterét vagy nevét", mert "még mindig minden másodpercben készül", "folyamatosan szembesül [saját] bukásával" és "saját eredménytelenségével."
A 2002-ben kiadott Die Stille ist ein Geräusch utinapló egy 2001 nyarán bosznia-hercegovinai, csak a kutyája társaságában töltött utazás eredménye. Az emberek mélységes megdöbbenéséről szól, amiért a nemzetközi közösség semmibe veszi elpusztított országukat, és Európa nem látja őket: „Itt látható az ország csontváza. Itt a halál a legdúsabb természet ráncaiban lakozik.” – Ein Hund läuft durch die Republik David Finckkel és Oskar Teršszel közösen megjelent antológia fiatal bosnyákok német nyelvű történeteivel az országuk helyzetéről.
A Spieltrieb (2004) helyszíne egy középiskola Zeh szülővárosában, Bonnban. A főszereplők az iskola diákjai és tanárai, akik magatartásával és attitűdjeivel példaként szolgálnak a jó és a rossz objektív létezésének jogfilozófiai kérdésére. Juli Zeh 2004-ben egy regényrészlettel részt vett az Ingeborg Bachmann-díjon. Az Ő szövege vegyes visszhangot kapott a zsűri részéről. A regény azonban széles közönséget ért el és többnyire pozitív kritikákat kapott a német művészeti oldalakon. Bernhard Studlar ebből a regényből dolgozott ki egy azonos című darabot, amelynek premierje 2006. március 16-án volt a hamburgi Deutsches Schauspielhausban. A regényből 2013-ban forgatott filmet Gregor Schnitzler az eredeti, Spieltrieb címen, Michelle Barthel főszereplésével.
2005-ben jelent meg a Kleine Konversationslexikon für Haushunde David Finck fényképeivel. Ebben Othello, az író házi kutyája olyannak magyarázza el a világot, amilyen valójában – a kutya szemszögéből. 2006 márciusában jelent meg az Alles auf dem Rasen 30 esszéből álló gyűjtemény.
A 2007-ben megjelent Schilf című regény két elit fizikusról szóló bűnügyi cselekményt ötvözi a korabeli karakterrel kapcsolatos elmélkedésekkel. Bettina Bruinier és Katja Friedrich dramatizálta abban az évben, amikor megjelent, és 2007. december 13-án mutatták be a müncheni Volkstheaterben. Produkciójáért Bruinier-t a müncheni Esti újság "Az év sztárja" díjjal tüntette ki. Az osztrák premier 2012-ben volt a bécsi KosmosTheaterben.
A Corpus Delicti című darab 2057-ben játszódik. A módszer az egész politikai rendszer alapja lett; vagyis az állam megelőző egészségügyi intézkedésekre kényszeríti állampolgárait, sőt a cigarettázást is bűncselekményként kezeli. A dráma premierje a 2007-es Ruhrtriennálén volt. 2009-ben jelent meg az azonos című regény, a Corpus Delicti: ein Prozess. Corpus Delicti – Eine Schallnovelle 2009-ben a Slut zenekarral közösen fejlesztette ki rádiójáték és zene keverékeként. Az élő előadás a videoművészetből és a színházból is tartalmazott elemeket. Végül, 2020 tavaszán Antje Thoms a Deutsches Theater Göttingenben bemutatta a darab adaptációját autós-színházként, amelyet a COVID-19 világjárvány miatt a helyi mélygarázsban kellett megtartani.
Szintén 2009-ben, Ilija Trojanow-val közösen Zeh kiadta Angriff auf die Freiheit: Sicherheitswahn, Überwachungsstaat und der Abbau bürgerlicher Rechte című könyvét. A könyvbemutatón a két szerző bírálta, hogy az állam a terrorizmus elleni küzdelem köntösében egyre jobban behatol az állampolgárok magánszférájába. Mindketten kijelentették, hogy az állam nem akarja utólagosan kivizsgálni a bűncselekményeket, hanem a jövőbe tekintve meg akarja előzni azokat. Bűncselekményeket tervező gyanúsítottakat keres, állampolgárait átfogóan szeretné figyelemmel kísérni. Mindketten óvakodtak attól, hogy azt higgyük, hogy államunk demokrácia és nem igazságtalan állam, ezért nem élhet vissza a megfigyelésből származó hatalommal. Önmagában nincs olyan, hogy „jó” rendszer. Minél több hatalmat koncentrál az állam, annál nagyobb a visszaélések kockázata. Fennáll egy totalitárius megfigyelő állam veszélye a „Big Brother is Watching You” szlogen alatt, mint „1984-ben”, amely ellen meg kell küzdenünk szabadságunkért és magánéletünkért.
2010-ben az Amok – Anatomie des Unfassbaren (Ámok - Az érthetetlen anatómiája) című dokumentumfilmben a gyilkosságok okairól kérdezték.
A 2012-ben megjelent Nullzeit című regény két különböző nézőpontból ír le egy szerelmi háromszöget, amely egy lanzarotei búvárnyaralás során alakul ki. A szerző szerint a regény egyszerre „pszichothriller” és „kapcsolatdoboz”. Ez is tükrözi Juli Zeh búvárkodás iránti lelkesedését, amelyet 2010-ben tanult meg.

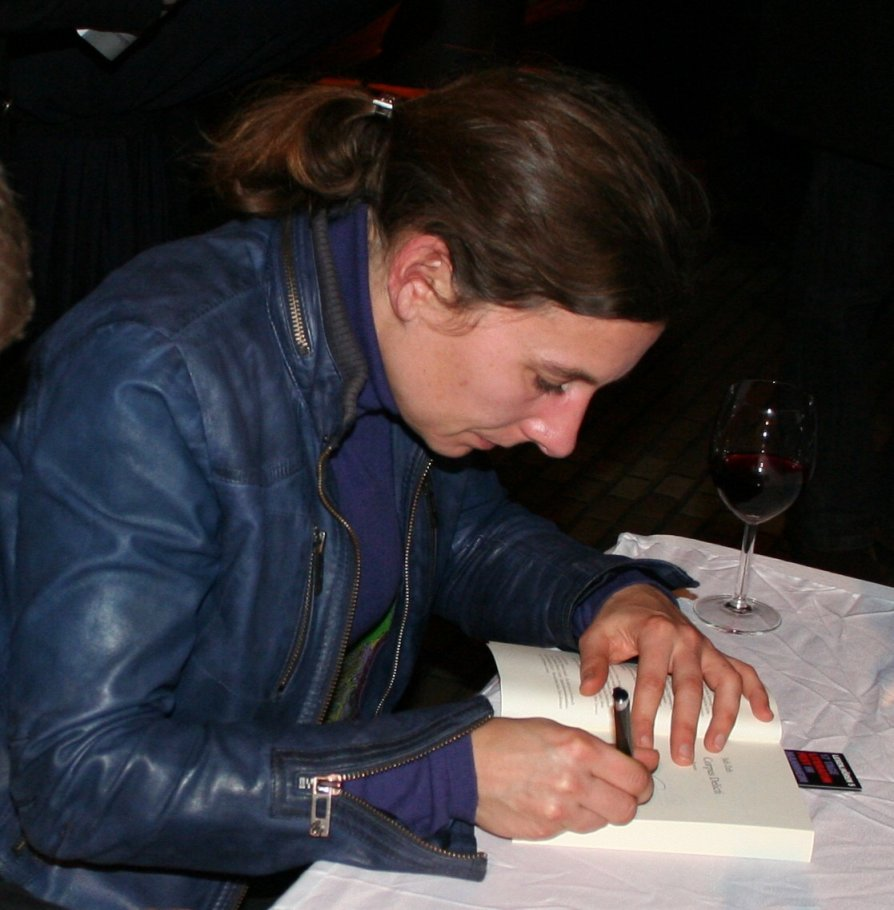
Juli Zeh a mannheimi "lesen.hören" irodalmi fesztiválon

A 2016-ban megjelent Unterleuten című társadalmi regény egy brandenburgi falu társadalmi szerkezetét írja le húsz évvel az újraegyesítés után. A regény hat részre oszlik, amelyek nyolc-tizenhárom fejezetet tartalmaznak, amelyek mindegyike annak a szereplőnek a nevét viseli, akinek szemszögéből a történetet elmondják. Ez a szemléletváltás megmutatja az olvasóknak, hogy a szereplők mindegyike olyan feltételezéseket fogalmaz meg társairól, amelyekről később kiderül, hogy tévesek. Jörg Magenau „a regény igazi vonzerejét” a szemléletváltásban látta. A szöveg „teljesen cselekményre és lélektani jellemrajzra támaszkodik”, „nyelvileg egyszerű és konvencionálisan kötött”, ami faluregényhez nem illő. Juli Zeh a Neue Zürcher Zeitungban az Unterleuten szerzőjeként alkotott önképét a következő szavakkal kommentálta: „Szórakoztató írónak tekintem magam, mindig is az akartam lenni.” Már 2015-ben kiadta ezzel az álnévvel a regényben említett kitalált menedzsment-tanácsadó, Manfred Gortz „Dein Erfolg” című könyvét, amely eleinte plágium-vádakat és találgatásokat váltott ki a valódi szerzőről. 2020-ban az Unterleuten – Das zerrissene Dorf című TV-filmet három részben sugározta a ZDF márciusban.
A 2017-ben kiadott disztópikus regény, a Leere Herzen (Üres szívek) egy thrillernek álcázott pamflet, amelynek a végén felcsillan a remény a 2025-ös paraállami terrorizmusról, és tele van ötletekkel a rosszabb jövőre vonatkozóan.
2018-ban jelent meg a Neujahr (Új év) című regény. Mesél egy emancipált apa mindennapi túlterheltségéről és egy kora gyermekkori traumáról, amely pánikrohamokhoz vezet a főszereplő későbbi életében. A két narratív szálat a déjà vu érzése köti össze; ezen a ponton a regény két szinte független narratívára szakad.
2020 májusában a Fragen zu Corpus Delicti címmel megjelent egy könyv, amelyben a szerző ismét a Corpus Delicti című darabjával, annak létrejöttével és az azóta felmerült számos kérdéssel foglalkozik.
2021 márciusában jelent meg az Über Menschen (Emberekről) című regény, amely Unterleutenhez hasonlóan ismét Brandenburg vidékén játszódik. A főszereplő, a szövegíró, Dora elhagyja barátját, Robertet, és 2020 márciusában, a koronajárvány kezdetén Berlin-Kreuzbergből egy régi házba költözik Bracken/Prignitz falu szélén, ahol 4000 négyzetméteres, benőtt, elhagyatott föld található:
"Egy botanikai katasztrófa, amely Dora erőfeszítéseinek köszönhetően romantikus vidéki kertté alakul át. Zöldségágyással. Ez a terv."
Tartalmilag a városi és a vidéki emberek összehasonlításáról és az erkölcsi énük felmagasztalásáról szól. A szerző így egy korona-időszaki önismereti regényt adott ki.
A 2023-ban Simon Urbannal közösen kiadott Zwischen Welten (Világok között) című regénye mélyebben elmélyül abban a kérdésben, hogy a városlakók és a vidékiek ellentétben állnak-e egymással. Ebben a modern levélregényben Theresa és Stefan, akik húsz évvel ezelőtt, amikor németül tanultak, nagyjából a legjobb barátok voltak, e-mailben és WhatsAppon keresztül kommunikálnak egymással. Theresa most egy farmot vezet Brandenburgban, és a gazdasági túlélésért küzd. Egy vezető hamburgi hetilap kulturális vezetőjeként dolgozik, ahol megtapasztalja a kultúrharcot az aktivista fiatalabb generációval. A Neue Zürcher Zeitungnak adott interjújában Juli Zeh így nyilatkozott: „A könyv ötlete azért született meg közösen, mert mindketten észrevettük, hogy a különböző politikai táborok közötti szótlanság egyre nő, és hogy az agresszió fokozódik.”. Julia Encke azonban a FAZ-ban megjegyezte, hogy a szerzőpáros regényével csak „a jelenlegi társadalmi diskurzus összes úgynevezett irritáló témájának keményre fagyott talaját súrolta”.

## Motívumok
Zeh írása a káosz és a rend ellentétét járja körül; azt kérdezi, hogy az értelmet és az erkölcsöt újjá lehet-e építeni, és hogyan, amikor a hagyományos értékek értelmetlenné váltak. Visszatérő motívumok az eltévedés, a kohézió és a támogató normák és az életkörnyezet kérdései az individualizálódás és globalizáció társadalmában, amelyben már nem ismerhető fel közös felelősség egy globális közösség jövőjéért. 2011 májusában Zeh a Filozófiai Kvartett című műsorban a „Képesek a társadalmak a tanulásra?” témakörben így fogalmazott, „kedvenc mondata”:
„A demokrácia nem egy jó cél elérésének folyamata. […] A demokrácia nem a legjobb eredmény megtalálásának módszere, hanem csak a hatalom szétosztásának módszere.”
Zeh szerint az irodalmi írás kizárólag önmagunkkal való kommunikáció a szövegek létrejötte során. A szerző irodalomelméleti szempontból a „divathoz” illeszkedőnek tekinti magát, nem a „konkrét üzenetre való szándékos írás” hívének, hanem válaszol a „híres kérdésre”, amelyet a németórákon ma is feltesznek – "Mit akar ezzel mondani nekünk a szerző?" - a válasz "Semmit!" Ugyanakkor a szerző feltételezi, hogy a történeteket nem azért írják, mert "valami jól működik", hanem csak arról, hogy miről "nem működik." Számára "meghatározó" volt, hogy marginálisnak találta a "fikció és a valóság közötti különbséget". Zeh mindig sokat olvasott és gyerekként "egy regény szereplőjének tartotta magát".

## Politikai vélemények
Juli Zeh politikailag is kamatoztatja irodalmi hírnevét. A 2005-ös szövetségi választási kampányban ő volt az egyik szerző, aki aláírta Günter Grass felhívását a vörös-zöld koalíció támogatására. 2009-ben az SPD 13. szövetségi közgyűlésének tagja volt. Hangját kölcsönzi a Négy Mancs Alapítványnak is, mint „állatvédelmi nagykövet”. 2008 januárjában Zeh sikertelen alkotmányjogi panaszt nyújtott be a biometrikus útlevél ellen a Szövetségi Alkotmánybírósághoz, mert véleménye szerint az ujjlenyomatok kötelező rögzítése „az alapjogok értelmetlen megsértése”. A Szövetségi Alkotmánybíróság a panaszt nem fogadta el döntésre, mert az alkotmányjogi panasz indokolása nem foglalkozik megfelelően az útlevéltörvény vonatkozó rendelkezéseivel, és így az állítólagos alapjogsérelem leírásának formai követelményei nem teljesülnek.
Az NSA-ügy következményeként 2013 júliusában Angela Merkel kancellárnak írt nyílt levelében „megfelelő reakcióra” szólított fel, és követelte, hogy „az ország lakosságának mondják el a teljes igazságot a kémtámadásokról”. 2013. szeptember 18-án mintegy 20 írótársával együtt átadta a több mint 67 000 ember által aláírt levelet a Szövetségi Sajtóirodának. Egyik kezdeményezője a 2016. november végén megjelent Európai Unió Digitális Alapjogi Chartájának, valamint alapító tagja a p≡p coop polgári mozgalomnak, amely a titkosítással automatizált adatvédelemre törekszik az interneten.
Martin Schulz kancellárjelöltté való jelölése során 2017-ben csatlakozott az SPD-hez. Támogatja az SPD++ kezdeményezést, amely a belső pártstruktúrák modernizálását célozza.
2020 áprilisában, a COVID-19 világjárvány idején az alapvető jogok megsértéséről szóló vita során Zeh részt vett a Der Spiegel hírmagazinban megjelent prominens szerzők felhívásában, akik a zárlat amint lehet mielőbbi megszüntetését szorgalmazták. A meghozott intézkedések „egyes területeken szinte nullára szabnák a teljes lakosság alapvető jogait”. 2021 augusztusában felszólalt az általános védőoltási kötelezettség ellen, ezt azzal indokolva, hogy jelenleg nincs ok az „egyéni szabadság tömeges korlátozására”.
Brandenburg Állam Alkotmánybíróságának bírájaként részt vett a brandenburgi paritási törvény alkotmányellenességéről szóló 2020. október 23-i ítélet meghozatalában. Az Alkotmánybíróság egyöntetűen megállapította, hogy a paritási törvény sérti a párt jelöltállítási szabadságát, sérti a szavazati jogok passzív egyenlőségét és sérti a pártok esélyegyenlőségi jogát.
Juli Zeh egyike az Scholz kancellárnak írt nyílt levél 28 első aláírójának, amelyet az Emma magazin tett közzé, és felszólított arra, hogy ne szállítsanak több nehézfegyvert Ukrajnának a 2022-es orosz ukrajnai invázió nyomán: „Kettős tévedéstől óva intünk: először is, hogy a nukleáris konfliktussá fokozódás kockázatáért kizárólag az eredeti támadót terheli a felelősség, aggodalomra adnak okot még azok, akik tágra nyílt szemmel adnak neki indítékot az esetleges bűnözői fellépéshez.” A levelet 2022. április 29-én tették közzé az Emma Magazine honlapján.

## Videók
- Juli Zeh im »Spitzengespräch«. »Ich glaube nicht, dass sich Russland militärisch besiegen lässt«.  – Szerintem Oroszországot katonailag nem lehet legyőzni. Juli Zeh nyílt levelet írt alá az ukrajnai nehézfegyver-szállítások ellen. Itt a szerző megerősíti álláspontját – és elmagyarázza, hogy az Oroszország elleni szankciók miért teszik „kényelmetlenné”. Interjú Markus Feldenkirchennel(wd) a Der Spiegel-ben. 2022. szeptember 21. (27:24 perc)[71]

## Művei (válogatás)
Regények

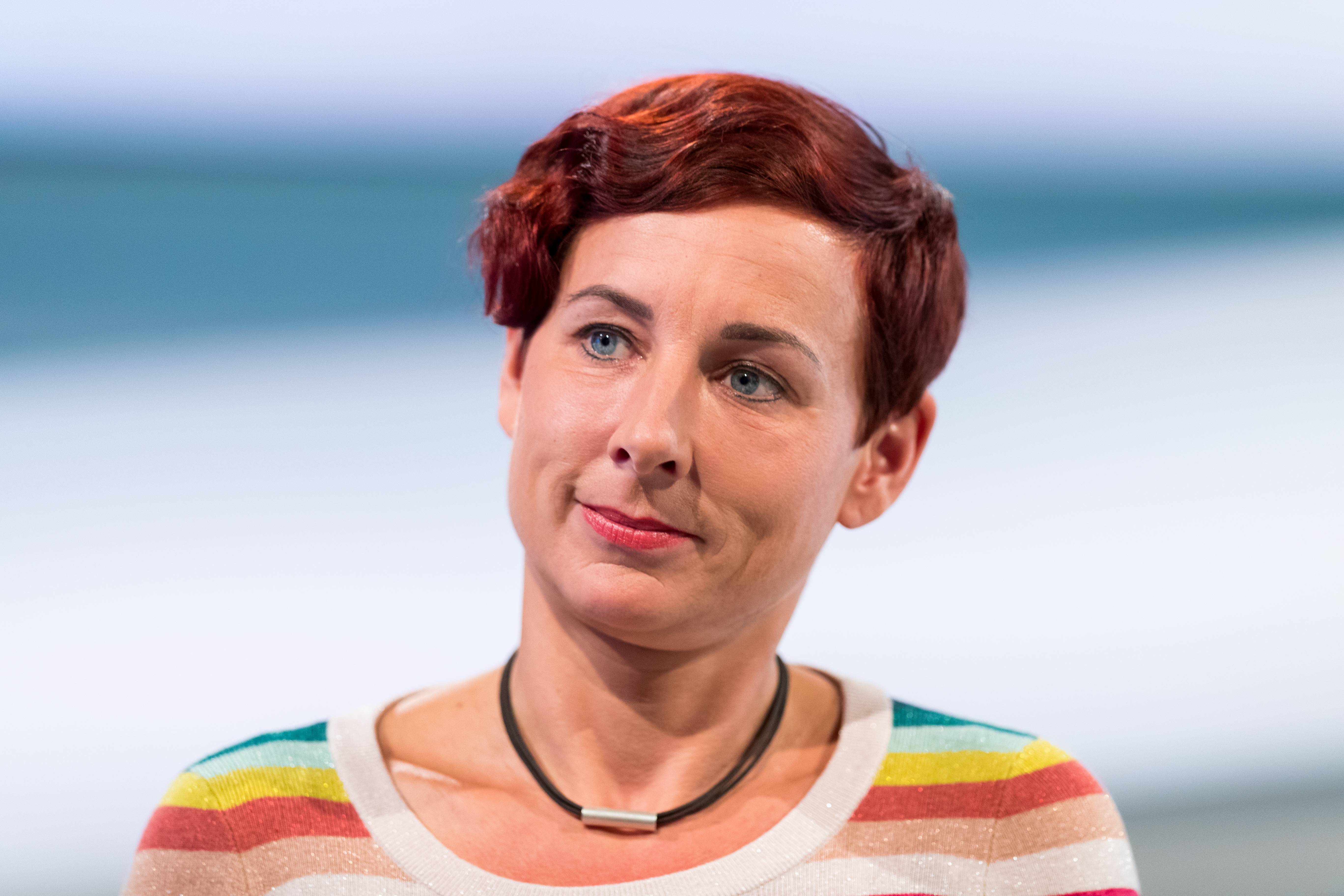
2018-ban

- Adler und Engel – Schöffling, Frankfurt am Main 2001; (= BTB. 72926). Goldmann, München 2003, ISBN 3-442-72926-2
  - Sasok és angyalok – Athenaeum, Budapest, 2004 · ISBN 9639471682 · Fordította: Nádori Lídia
- Spieltrieb – Schöffling, Frankfurt am Main 2004, ISBN 3-89561-056-9
- Schilf – Schöffling, Frankfurt am Main 2007, ISBN 978-3-89561-431-6
- Corpus Delicti. Ein Prozess – Schöffling, Frankfurt am Main 2009, ISBN 978-3-89561-434-7
- Nullzeit – Schöffling, Frankfurt am Main 2012, ISBN 978-3-89561-436-1
- Unterleuten – Luchterhand, München 2016, ISBN 978-3-630-87487-6
- Leere Herzen – Luchterhand, München 2017, ISBN 978-3-630-87523-1
- Neujahr – Luchterhand, München 2018, ISBN 978-3-630-87572-9
  - Újév – Typotex, Budapest, 2025 · ISBN 9789634933267 · Fordította: Nádori Lídia
- Über Menschen – Luchterhand, München 2021, ISBN 978-3-630-87667-2
- Zwischen Welten – Roman, gemeinsam mit Simon Urban(wd), Luchterhand, München 2023, ISBN 978-3-630-87741-9

Elbeszélések
- Do ut des. In: Bettina Hesse (Hrsg.): Von Sinnen. Ein erotisches Lesebuch. Rowohlt Taschenbuch, Reinbek 2001, ISBN 3-499-23037-2, S. 84–91.
- Der Hof. In: Martin Brinkmann(wd), Werner Löcher-Lawrence(wd) (Hrsg.): 20 unter 30. Junge deutsche Autoren. DVA, München 2002, ISBN 3-421-05609-9
- Feindliches Grün In: Else Buschheuer(wd) (Hrsg.): Hochzeitstanz. Rowohlt, Reinbek 2003, ISBN 3-499-23368-1, S. 127–144.
- Die Geschenkte Stunde: eine Geschichte. Literatur-Quickie Probsthayn, Hamburg 2012, ISBN 978-3-942212-51-9

 Esszék és előadások 
- Die Stille ist ein Geräusch. Eine Fahrt durch Bosnien. Schöffling, Frankfurt am Main 2002; Goldmann, München 2003, ISBN 3-442-73104-6
- mit Mario Früh, Wolfgang Grätz, Lee D. Böhm: Allgemeine Erklärung der Menschenrechte. Verkündet von den Vereinten Nationen am 10. Dezember 1948. Edition Büchergilde, Frankfurt am Main 2005, ISBN 3-936428-53-0
- Alles auf dem Rasen. Kein Roman. Essays, Schöffling, Frankfurt am Main 2006, ISBN 3-89561-059-3
- mit Ilija Trojanow(wd): Angriff auf die Freiheit. Sicherheitswahn, Überwachungsstaat und der Abbau bürgerlicher Rechte. Hanser, München 2009, ISBN 978-3-446-23418-5
- Das Mögliche und die Möglichkeiten. Rede an die Abiturienten des Jahrgangs 2010. Gollenstein, Merzig 2010, ISBN 978-3-938823-72-9
- mit Georg M. Oswald(wd) u. a. (Hrsg.): Aufgedrängte Bereicherung. Tübinger Poetik-Dozentur 2010. Swiridoff, Künzelsau 2011, ISBN 978-3-89929-219-0
- Die Diktatur der Demokraten. Warum ohne Recht kein Staat zu machen ist. Edition Körber-Stiftung, 2012, ISBN 978-3-89684-095-0
- Treideln. Frankfurter Poetikvorlesungen. Schöffling, Frankfurt am Main 2013, ISBN 978-3-89561-437-8
- mit Herfried Münkler(wd) und Hamed Abdel-Samad(wd): Was steht zur Wahl? Über die Zukunft der Politik. Herder, Freiburg 2013, ISBN 978-3-451-30913-7
- Nachts sind das Tiere. Essays. Schöffling, Frankfurt am Main 2014, ISBN 978-3-89561-440-8
- Das Turbo-Ich – Der Mensch im Kommunikationszeitalter. Tübinger Mediendozentur 2018[72][73]

Színdarabok
- Corpus Delicti, UA: 15. September 2007, RuhrTriennale Essen
- Der Kaktus
- Good Morning Boys and Girls
- Schilf, UA: 13. Dezember 2007, Münchner Volkstheater
- 203, UA: 22. April 2011, Kleines Haus, Schauspielhaus Düsseldorf
- Mutti, UA: 22. Mai 2014, Recklinghausen
- Good Morning, Boys and Girls. Theaterstücke. Schöffling, Frankfurt am Main 2013, ISBN 978-3-89561-438-5

Szakkönyvek
- Kleines Konversationslexikon für Haushunde Schöffling, Frankfurt am Main 2005, ISBN 3-89561-058-5
  - Kis társalgási lexikon házikutyáknak: így neveld a gazdidat – K.u.K, Budapest, 2020 · ISBN 978-615-5361-98-2 · Ill.: Köves Renáta
- (unter dem Pseudonym) Manfred Gortz: Dein Erfolg Portobello, München 2015, ISBN 978-3-442-83942-1
- Gebrauchsanweisung für Pferde Piper, München 2019, ISBN 978-3-492-27739-6

Gyermekkönyvek
- Das Land der Menschen Schöffling, Frankfurt am Main 2008, ISBN 978-3-89561-432-3
- Feldmann und Lammer Hansisches Druck- und Verlagshaus (edition chrismon), Frankfurt am Main 2013, ISBN 978-3-86921-115-2
- mit Dunja Schnabel: Jetzt bestimme ich, ich, ich! Carlsen-Verlag, Hamburg 2015, ISBN 978-3-551-51816-3
- Alle Jahre wieder Mit Bildern von Lena Hesse(wd) 2. Auflage. Carlsen Verlag, Hamburg 2020, ISBN 978-3-551-51917-7[74]
- Socke und Sophie. Pferdesprache leicht gemacht. Mit Illustrationen von Flix(wd). dtv Verlag, München 2021, ISBN 978-3-423-76325-7

Hangjátékok
- Adler und Engel (MDR Figaro, 2006)
- Unter Glas (SWR2, 2008)
- Blue Mountain (SWR2, 2010)
- Nullzeit (SWR2, 2013)
- Unterleuten  (rbb/NDR, 2018)[75]
- Neujahr. Ungekürzte Lesung mit Florian Lukas(wd). der Hörverlag, München 2018, ISBN 978-3-8445-2979-1 (4 CDs, Laufzeit: 5:04 Std.)

 Jogi monográfiák 
- Recht auf Beitritt? Ansprüche von Kandidatenstaaten gegen die Europäische Union. Nomos, Baden-Baden 2002, ISBN 3-7890-8266-X (91 S.).
- Das Übergangsrecht. Zur Rechtsetzungstätigkeit von Übergangsverwaltungen am Beispiel von UNMIK im Kosovo und dem OHR in Bosnien-Herzegowina (= Saarbrücker Studien zum internationalen Recht. Band 48). Nomos, Baden-Baden 2011, ISBN 978-3-8329-6185-5 (236 S.; zugleich Dissertation, Universität Saarbrücken 2010).

 Szerkesztőként 
- Ein Hund läuft durch die Republik Schöffling, Frankfurt am Main 2004, ISBN 3-89561-057-7

## Díjai
- 1999: Preis der Zeitschrift Humboldt Forum Recht
- 2000: Caroline-Schlegel-Preis für Essayistik
- 2002: Deutscher Bücherpreis
  - Rauriser Literaturpreis des österreichischen Bundeslands Salzburg
  - Förderpreis des Bremer Literaturpreises
- 2003: Ernst-Toller-Preis
  - Hölderlin-Förderpreis
- 2004: Inselschreiber
- 2005: Per-Olov-Enquist-Preis
  - Literaturpreis der Bonner LESE
- 2008: Jürgen Bansemer & Ute Nyssen-Dramatikerpreis
  - Prix Cévennes du roman européen
- 2009: Carl-Amery-Literaturpreis
  - Solothurner Literaturpreis
  - Gerty-Spies-Literaturpreis
- 2010: Tübinger Poetik-Dozentur[76]
  - Heinrich-Heine-Gastdozentur
- 2013: Frankfurter Poetik-Vorlesungen
  - Thomas-Mann-Preis
- 2014: Hoffmann-von-Fallersleben-Preis[77]
- 2015: Kulturgroschen des Deutschen Kulturrates (Laudatorin Manuela Schwesig)[78]
  - Hildegard-von-Bingen-Preis für Publizistik
- 2017: Samuel-Bogumil-Linde-Preis
  - Brüder-Grimm-Professur an der Universität Kassel
- 2017: Bruno-Kreisky-Preis für das politische Buch, Sonderpreis für ihr bisheriges publizistisches Werk[79]
- 2018: Bundesverdienstkreuz(wd)[80]
  - Ernst-Johann-Literaturpreis der Stadt Schifferstadt
- 2019: Heinrich-Böll-Preis der Stadt Köln[81]
- 2021: Bayern-2-Publikumspreis beim Bayerischen Buchpreis für Über Menschen[82]
- 2023: Hannelore-Greve-Literaturpreis[83]